# Стамбульский метрополитен

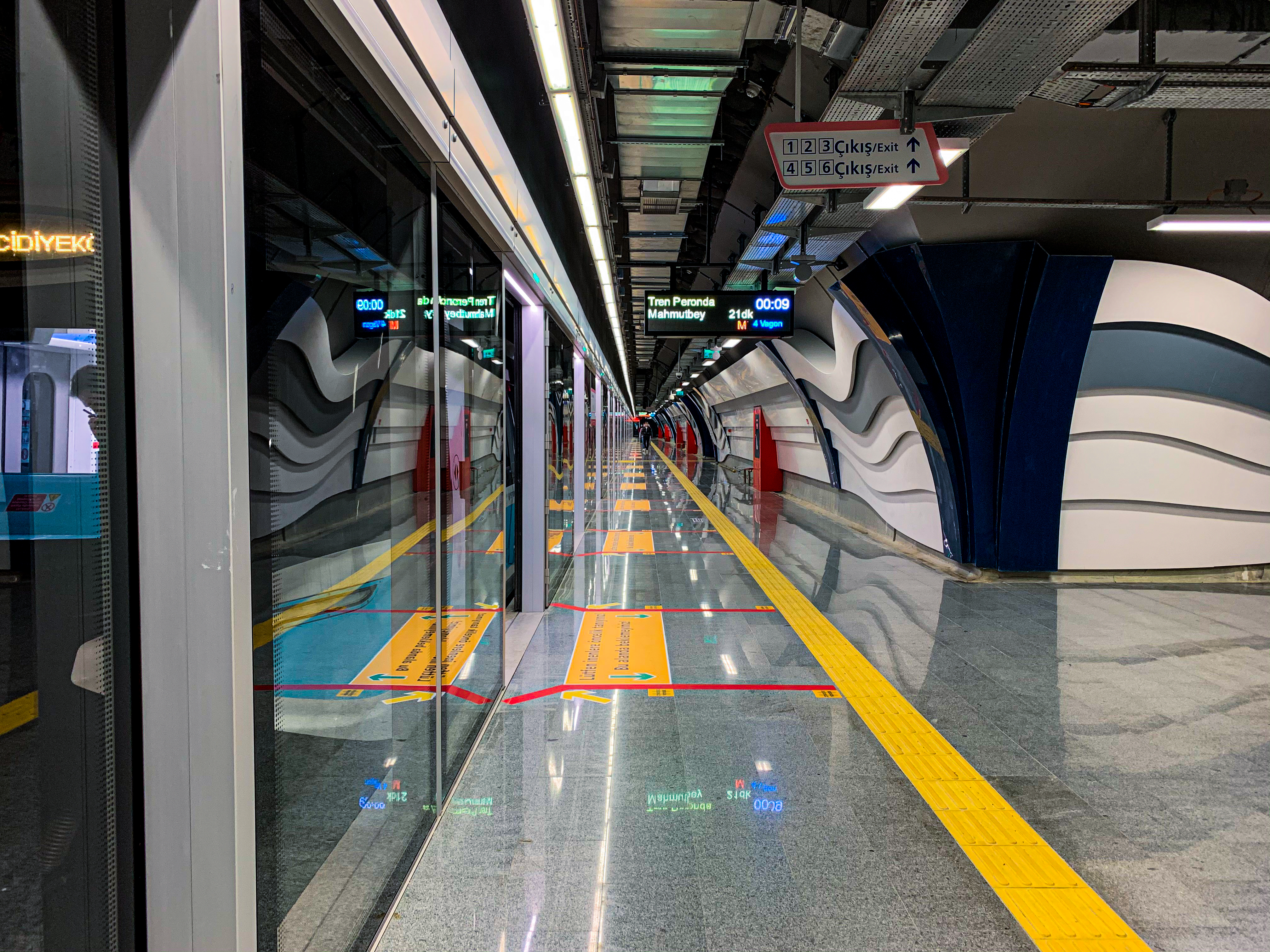
Одна из платформ станции 7 линии с установленными платформенными раздвижными дверьми и уложенным тактильным покрытием.

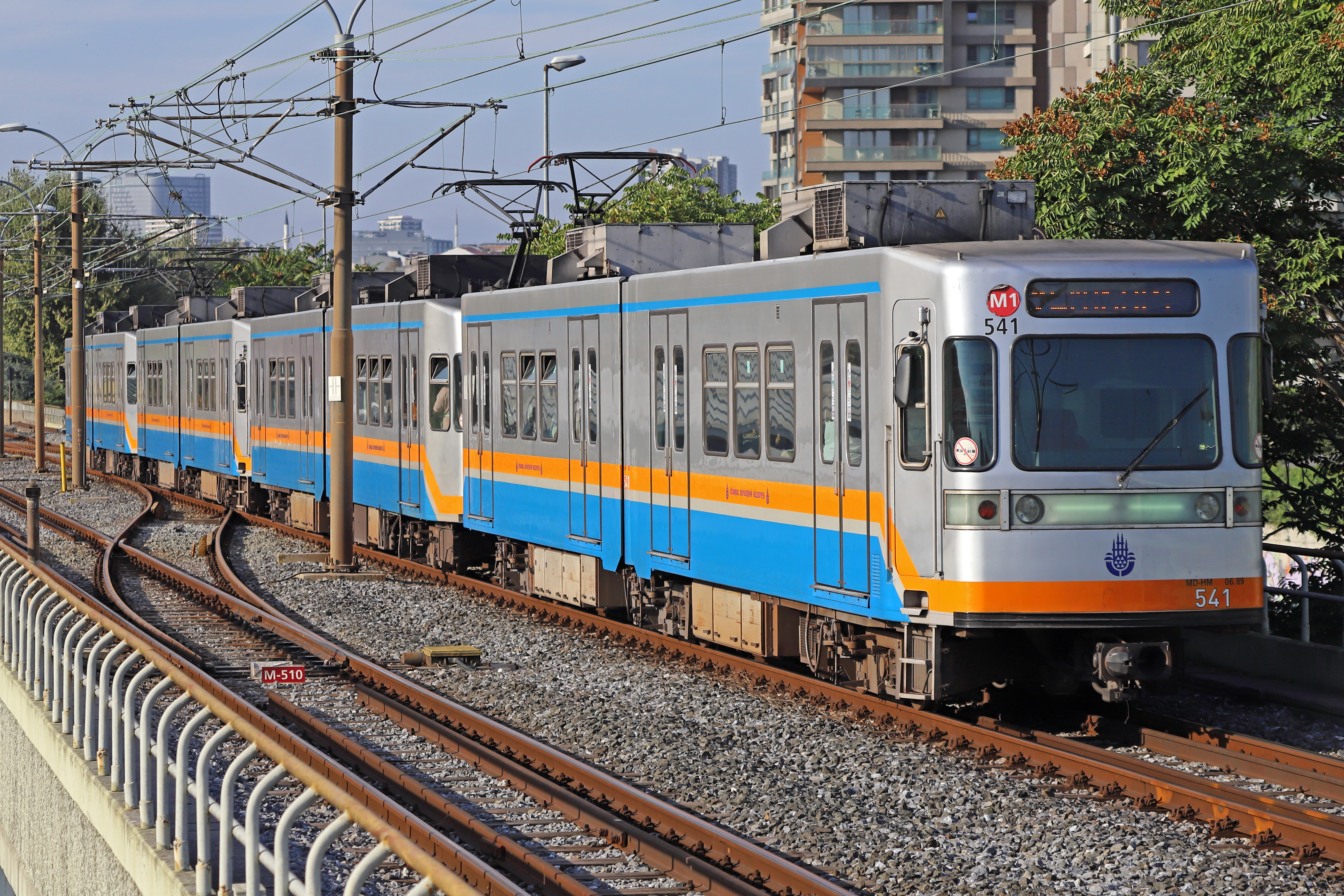
Поезд на станции Киразлы линии М1В.

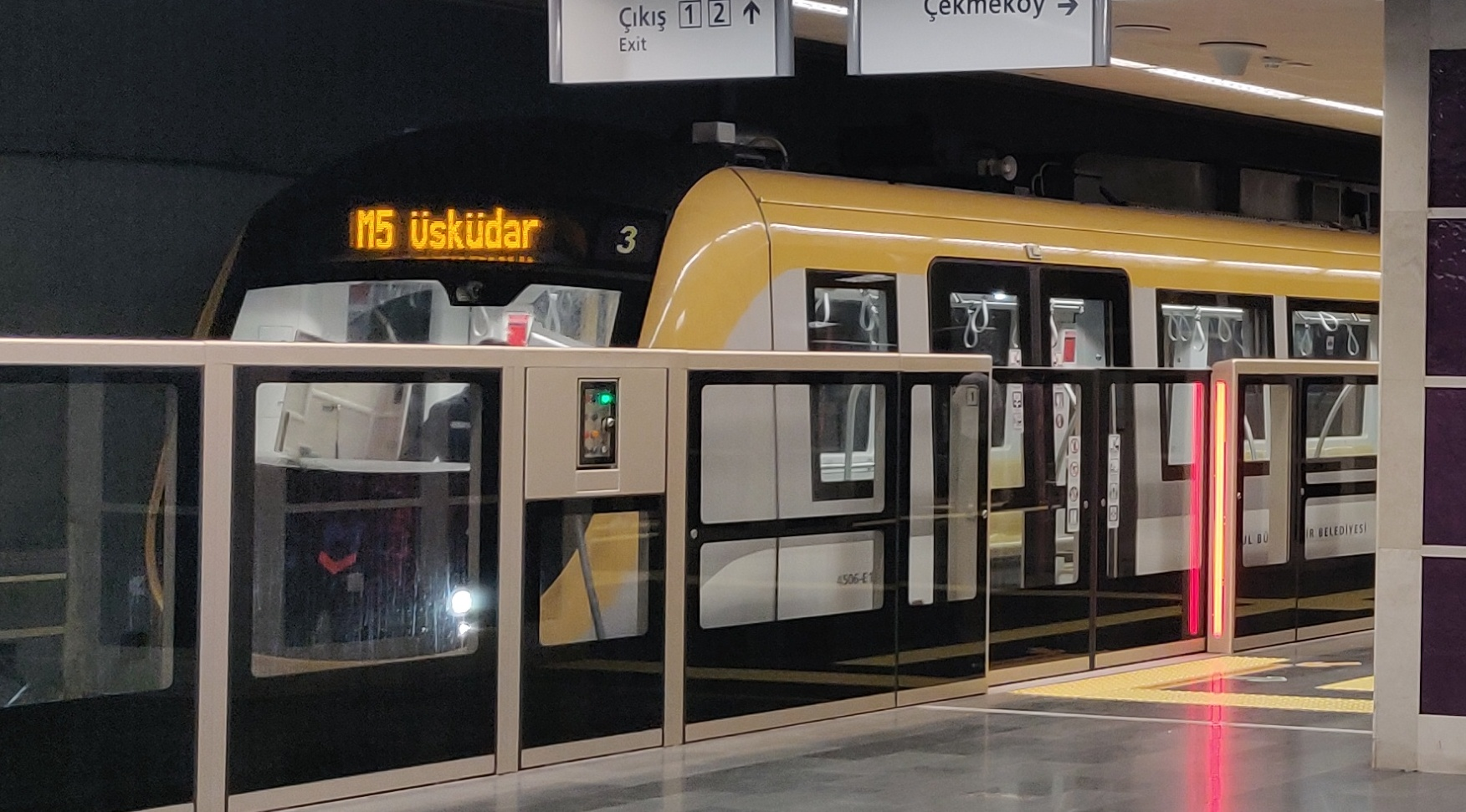
Автоматический поезд линии М5 на станции Ускюдар.

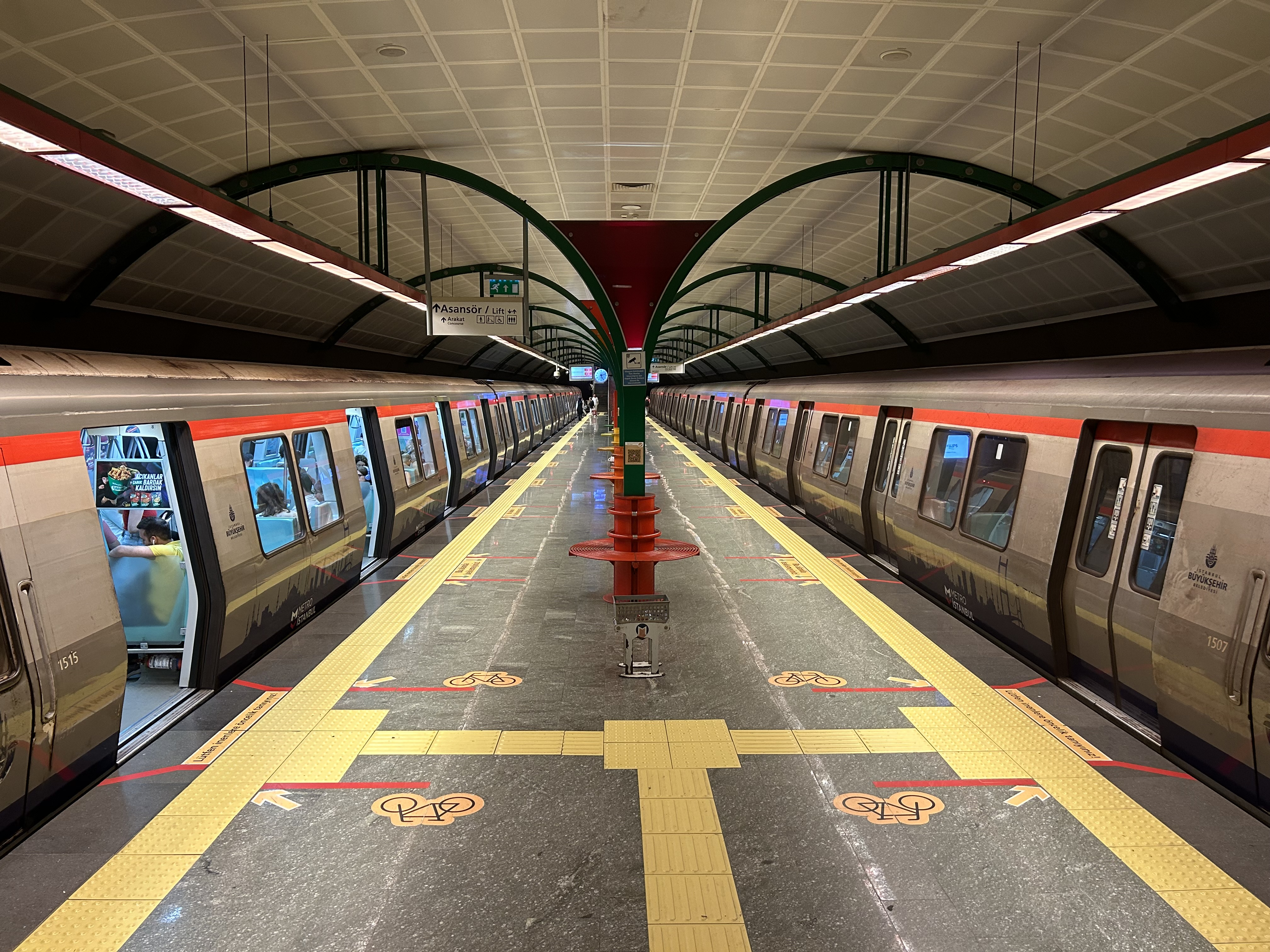
Станция Левент линии М6.

Стамбульский метрополитен (тур. İstanbul Metrosu) — система скоростного городского, преимущественно подземного пассажирского транспорта в крупнейшем городе Турции Стамбуле. Состоит из 10 линий со 158 станциями, 7 линий расположены в европейской части города, 3 линии — в азиатской части. Открыт 3 сентября 1989 года. В стамбульском метрополитене действует линейно-маршрутная система движения поездов.

## История
С 1875 года в европейской части Стамбула функционирует подземная линия фуникулёра Тюнель с двумя станциями. Планы строительства собственно метрополитена в европейской части разрабатывались несколько раз, впервые в 1912 году, затем в 1936 и 1951 годах. В итоге проектирование существующей линии метро началось в 1987 году. Строительство началось 11 сентября 1982 года и шло очень медленно, так как были открыты многие археологические памятники. В связи с тем, что Стамбул находится в сейсмически активном районе, строительство велось открытым способом. По расчётам, метрополитен способен выдержать землетрясение до 9 баллов по шкале Рихтера. 
Линия 5 — первая в Стамбульском метрополитене и в Турции, которая полностью автоматизирована, поезда работают без машинистов и на всех станциях установлены автоматические платформенные ворота. Линия 7 — это вторая линия в Стамбульском метрополитене и в Турции (после линии 5), которая полностью автоматизирована, поезда работают без машинистов и на всех станциях установлены платформенные раздвижные двери.

## Линии

### Линии метро
- Линия 1 представляет собой линию лёгкого метро. Имеет 23 станции (9 станций — строятся). Соединяет центр города с Международным аэропортом имени Ататюрка и районом Киразлы. (В будущем продлится до будущего ТПУ Халкалы, к линии М11 и Marmaray)

- Линия 2 проложена из центра города на северо-восток, имеет 16 станций (2 станции образовывают ответвление к станции Сейрантепе). Пересекает бухту Золотой Рог по метромосту, доходя до северо-восточной окраины Хаджиосман.
- Линия 3 пролегает по западным окраинам Стамбула, имеет 19 станций (вместе с ними: 1 — строящаяся). (Две станции Квартал Зия Гёкалп и Олимпийская выделены в отдельную линию М9)
- Линия 4 с 23 станциями (4 будут общими с М10 до аэропорта Сабихи Гёкчен) в азиатской части Стамбула. После открытия линии Стамбульский метрополитен стал первым в мире, находящимся в двух частях света.
- Линия 5 с 20 станциями. Вторая линия, построенная полностью в азиатской части Стамбула. Имеет автоматизированные поезда.
- Линия 6 проходит по европейскому берегу Босфора и состоит из 4 станций. На станции Босфорский университет есть пересадка на фуникулёр F4 (Босфорский университет — Ашиян).
- Линия 7 длиной 24,5 км с 17 станциями соединяет линию 2 и линию 3 на северных окраинах города. (В будущем маршрут продлится до: Кабаташ Т1 — Эсенъюрт Мейдан/Район Эсеньюрт).
- Линия 8 с 13 станциями в азиатской части Стамбула. Идёт по маршруту Парселлер — Бостанджы (Marmaray, порт). Проходит в восточной части линии М5 и М4.
- Линия 9 длиной 5 км с 5 станциями в западной части Стамбула имеет пересадку с линией 3. (В будущем продлится до станции Атакёй к линии Marmaray).
- Линия 10 (строится) короткая с 6 станциями в азиатской части Стамбула. Будет идти от Аэропорта Сабихи Гёкчен до станции Пендик (Marmaray). Также присутствует общий участок с линией М4 из 4 станций (Аэропорт Сабихи Гёкчен — Февзи Сакмак).
- Линия 11 идёт через Аэропорт в европейской части города. Имеет 10 станций, идёт от Гайреттепе (М2) до города Арнавуткёй через Новый Аэропорт Стамбула. С 2025 года — самая длинная линия Стамбульского метрополитена (69 км).
- Линия 12 (строится) с 11 станциями в азиатской части Стамбула. Будет идти от Казым Карабекир до Парк 60-летия (возле Мраморного моря). Находится в Центрально-азиатской части города и почти повторяет трассу М8.
- Линия 13 (планируется) короткая с 5 станциями в азиатской части Стамбула. Будет идти от Енидоан до Эмек. Имеет пересадку с будущим участком линии М5 (Чекмекёй—Султанбейли).
- Линия 14 (строится) с 4 станциями в азиатской части Стамбула. Будет идти от линии М5 (Алтунизаде) до Бульвара Босны.

Итого: 10 линий действуют, 3 линии строятся, 1 линия планируется.
| Линия  | Маршрут | Дата открытия | Длина    | Открытые станции | Планируемые станции | Всего станций | Примечания |
| ------ | --- | ------------- | -------- | ---------------- | ------------------- | ------------- | --- |
|        | Ветка М1А: Еникапы (Yenikapı) ↔ Аэропорт им. Ататюрка (Atatürk Havalimanı) Ветка М1В: Еникапы (Yenikapı) ↔ Киразлы (Kirazlı) | 1989          | 26,8 км  | 23               | 9                   | 32            | Последний участок открыт в ноябре 2014. Есть план строительства линии М1В до Халкалы (Halkalı). Иногда линию считают лёгким метро из-за составов (Изображение справа), частых наземных участков и верхнего токосъёмника. |
|        | Еникапы (Yenikapı) ↔ Хаджиосман (Hacıosman) Квартал Санайи (Sanayi Mah.) ↔ Сейрантепе (Seyrantepe)                           | 2000          | 23,5 км  | 16               | 0                   | 16            | Последний участок открыт в феврале 2014. На станции Квартал Санайи есть шаттл до станции Сейрантепе. Единственная линия в Стамбуле, имеющая метромост со станцией Халич.                                                 |
|        | Набережная Бакыркёй (Bakırköy Sahil) ↔ Центр Каяшехир (Kayaşehir Merkez)                                                     | 2013          | 26,7 км  | 19               | 1                   | 20            | Ранее имела шаттл до стадиона им. Ататюрка, однако в 2021 году станции были выделены в отдельную линию. |
|        | Кадыкёй (Kadıköy) ↔ Сабиха Гёкчен (Sabiha Gökçen)                                                                            | 2012          | 33,5 км  | 23               | 6                   | 29            | Продлена в 2022 году до Аэропорта Сабихи Гёкчен. Возле станции Кадыкёй проходит маршрут Исторического трамвая Т3. Первая линия в азиатской части города.                                                                 |
|        | Юскюдар (Üsküdar) ↔ Самандыра Меркез (Samandıra Merkez)                                                                      | 2017          | 26,5 км  | 20               | 8                   | 28            | Первая линия в Стамбуле, которая имеет автоматизированные поезда. |
|        | Левент (Levent) ↔ Босфорский университет (Boğaziçi Üniversitesi)                                                             | 2015          | 3,3 км   | 4                | 0                   | 4             | Из-за небольшой протяжённости линию иногда называют «мини-метро». Поезда линии М2 также ходят по линии М6, так как имеют общее депо.                                                                                     |
|        | Махмутбей (Mahmutbey) ↔ Йылдыз (Yıldız)                                                                                      | 2020          | 24,5 км  | 17               | 13                  | 30            | На станцях есть платформенные раздвижные двери (смотрите изображение слева). Поезда до Йылдыза не следуют в обычном режиме, 2 станции работают "условно". Полноценная работа начнётся с открытием участка до Кабаташа.   |
|        | Парселлер (Parseller) ↔ Бостанджы (Bostancı)                                                                                 | 2023          | 14,2 км  | 13               | 0                   | 13            | Недалеко от конечной станции Бостанджы находится порт. На линии ходят автоматизированные поезда. |
|        | Олимпийская (Olimpiyat) ↔ Атакёй (Ataköy)                                                                                    | 2021          | 17,2 км  | 13               | 1                   | 14            | Поезда линии М3 также ходят по линии М9, так как имеют общее депо. |
|        | Аэропорт Сабихи Гёкчен (Sabiha Gökçen Havalimanı) ↔ Пендик (Pendik)                                                          | 2025 (план)   |          | 0                | 6                   | 6             | Участок Аэропорт Сабихи Гёкчен (Sabiha Gökçen Havalimanı) ↔ Февзи Чакмак (Fevzi çakmak) будет общим с линией М4. |
|        | Аранвуткёй (Arnavutköy) ↔ Гайреттепе (Gayrettepe)                                                                            | 2023          | 32,7 км  | 10               | 5                   | 15            | (В проекте) Самая длинная линия в Стамбульском метрополитене (69 км). Идёт до Нового Аэропорта Стамбула и города Арнавуткёй.                                                                                             |
|        | Казым Карабекир (Kazım Karabekir) ↔ Парк 60-летия (60. Yıl Parkı)                                                            | 2025 (план)   |          | 0                | 11                  | 11            | Является "соединителем" восточных линий (М4, М5 и Marmaray), а также почти повторяет трассировку линии М8. |
|        | Енидоан (Yenidoğan) ↔ Эмек (Emek)                                                                                            | Неизвестно    |          | 0                | 5                   | 5             | В планах линия должна дойти до станции метробуса "Согютлечешме", однако дата открытия самой линии пока неизвестна. |
|        | Алтунизаде (Altunizade) ↔ Бульвар Босна (Bosna Bulvarı)                                                                      | 2025 (план)   |          | 0                | 4                   | 4             | В первом проекте линия была указана как лёгкое метро (Принцип линии М6), но от этой идеи отказались. |
| Всего: | Всего: | Всего:        | 288,9 км | 158              | 69                  | 227           | Из планируемых станций указаны те, что по плану должны открыться до 2030 года. |

## Оплата проезда
Оплатить проезд в метро можно с помощью электронных одноразовых билетов или проездных карт Istanbulkart. Кроме этого, картой Istanbulkart можно удобно и выгодно расплачиваться в автобусах, трамваях, на паромах, линии Marmaray, фуникулёрах и в метробусах. Стоимость электронного одноразового билета, который действует на всех видах рельсового транспорта, составляет 30 TRY на одну поездку, 50 TRY на 2 поездки, 80 TRY на 3 поездки, 100 TRY на 4 поездки, 120 TRY на 5 поездок, 225 TRY на 10 поездок. Оплачивать поездки пополняемой картой Istanbulkart обходится дешевле — в 20,00 TRY. Стоимость самой карты 130 TRY. Пересадки в стамбульском транспорте платные за редким исключением (например, на Kirazlı), их стоимость равна стоимости поездки со скидкой. С 2023 года скидка доступна только по привязанным картам в приложении İstanbulkart, приложение могут использовать только граждане Турции и обладатели вида на жительство. Иностранные туристы без ВНЖ оплачивают полную стоимость пересадок. Дети до 6 лет могут пользоваться метро бесплатно.

## Прочее
Метро Стамбула работает ежедневно с 6:00 до 0:00. Линия М2 работает с 06:15 до 00:00 в пятницу и субботу работает круглосуточно.. Движение поездов каждые 5—7 минут; во время пиковых часов интервалы уменьшаются до 3—5 минут.
Метро занимает 17,86 % пассажиропотока Стамбула среди железнодорожного транспорта и перевозит ежедневно около 920 000 пассажиров.
Не следует путать Фуникулёр и Метрополитен по дате открытия (Фуникулёр — 1875 год, Метро — 1989 год).